# Tommaso Tagliaferri
Tommaso Tagliaferri (* 21. September 1982 in Giussano) ist ein ehemaliger italienischer Snowboarder. Er startete in den Disziplinen Snowboardcross und Halfpipe.

## Werdegang
Tagliaferri startete im November 1999 in Tignes erstmals im Snowboard-Weltcup und errang dabei den 19. Platz in der Halfpipe. In der Saison 2000/01 belegte er bei den Snowboard-Weltmeisterschaften 2001 in Madonna di Campiglio den 55. Platz in der Halfpipe sowie den 21. Rang im Snowboardcross und bei den Juniorenweltmeisterschaften 2001 in Nassfeld den 40. Platz in der Halfpipe. In der folgenden Saison erreichte er in Ruka mit Platz sieben im Snowboardcross seine beste Einzelplatzierung im Weltcup und zum Saisonende mit Rang 18 im Snowboardcross-Weltcup sein bestes Gesamtergebnis. Bei den Juniorenweltmeisterschaften 2002 in Rovaniemi wurde er Zwölfter in der Halfpipe und Siebter im Snowboardcross. Im folgenden Jahr fuhr er bei den Weltmeisterschaften am Kreischberg auf den 25. Platz und bei der Winter-Universiade in Piancavallo auf den fünften Rang im Snowboardcross. In der Saison 2003/04 errang er mit drei Top-Zehn-Platzierungen den zweiten Platz in der Snowboardcross-Wertung des Europacups. Bei den Snowboard-Weltmeisterschaften 2005 in Whistler kam er auf den 15. Platz im Snowboardcross. In der Saison 2005/06 wiederholte er in Whistler mit Platz sieben seine beste Platzierung im Weltcup und belegte im Februar 2006 in Turin bei seiner einzigen Olympiateilnahme den 11. Platz im Snowboardcross. In seiner letzten aktiven Saison 2006/07 wurde er italienischer Meister im Snowboardcross und errang bei den Snowboard-Weltmeisterschaften 2007 in Arosa den 40. Platz im Snowboardcross. Seinen 71. und damit letzten Weltcup absolvierte er im März 2007 im Stoneham, welchen er auf dem 29. Platz beendete.

## Teilnahmen an Weltmeisterschaften und Olympischen Winterspielen

### Olympische Winterspiele
- 2006 Turin: 11. Platz Snowboardcross

### Snowboard-Weltmeisterschaften
- 2001 Madonna di Campiglio: 21. Platz Snowboardcross, 55. Platz Halfpipe
- 2003 Kreischberg: 25. Platz Snowboardcross
- 2005 Whistler: 15. Platz Snowboardcross
- 2007 Arosa: 40. Platz Snowboardcross

## Weltcup-Gesamtplatzierungen
| Saison    | Gesamt | Gesamt | Snowboardcross | Snowboardcross |
| Saison    | Punkte | Platz  | Punkte         | Platz          |
| --------- | ------ | ------ | -------------- | -------------- |
| 1999/2000 | 42     | 118.   | 208            | 57.            |
| 2000/01   | -      | -      | 278            | 45.            |
| 2001/02   | -      | -      | 1070           | 18.            |
| 2002/03   | -      | -      | 392            | 42.            |
| 2003/04   | -      | -      | 732            | 33.            |
| 2004/05   | -      | -      | 899            | 27.            |
| 2005/06   | 1212   | 77.    | 1212           | 26.            |
| 2006/07   | 255    | 165.   | 255            | 35.            |